# Born on the First of July
Born on the First of July is het tweede studioalbum van de Canadese poppunkband Chixdiggit. Het werd oorspronkelijk uitgegeven op 21 april 1998 door Honest Don's Records, een sublabel van het grotere Fat Wreck Chords. Het album werd in 2013 heruitgegeven door Fat Wreck Chords zelf.

## Nummers
Het laatste nummer, "Nobody", is een cover van de Amerikaanse zangeres Sylvia. Het wordt niet vermeld op de hoes van het album en is dus een hidden track.
1. "Gettin' Air" - 1:33
2. "My Girl's Retro" - 1:09
3. "Sikome Beach" - 1:49
4. "Chupacabras" - 2:00
5. "Quit Your Job" - 0:25
6. "My Restaurant" - 2:07
7. "Julianne" - 1:04
8. "20 Times" - 2:28
9. "Ohio" - 1:44
10. "Haven't Got Time For" - 1:38
11. "2000 Flushes" - 0:58
12. "Brunette Summer" - 4:33
13. "Nobody" - 2:11

### Heruitgave
1. "Sikome Beach (Reprise)"
2. "I Should Have Played Football in High School"
3. "I’m Not Going to Suck Your Church Off"

## Band
- K. J. Jansen - gitaar, zang
- Michael Eggermont - basgitaar
- Mark O'Flaherty - gitaar
- Dave Alcock - drums